# Черкаська спеціалізована школа № 3
Черка́ська спеціалізо́вана шко́ла І-ІІІ сту́пенів №3 — середній спеціалізваний загальноосвітній навчальний заклад, що розташований в місті Черкаси. Школа одна з найстаріших в місті. Профілізація з хімії, біології,  екології, а також вичення іноземних мов (англійська та французька).  Вчителі підвищують свій комунікативний рівень в країнах носіях мов, які вивчаються. Найперспективнішими вчителями школи вважаються Довгаль Л.В., Задиранов О.Б., Бойченко О.В., Кононенко Т.Г., Пруденко В.В., Дзюба А.О., Могильна Т.М, Діхтяренко О.В, Сотуленко О.Ю. та Микитенко А.А. Саме вони є гордістю школи та опорою інтелекту та НУШ.

## Історія школи

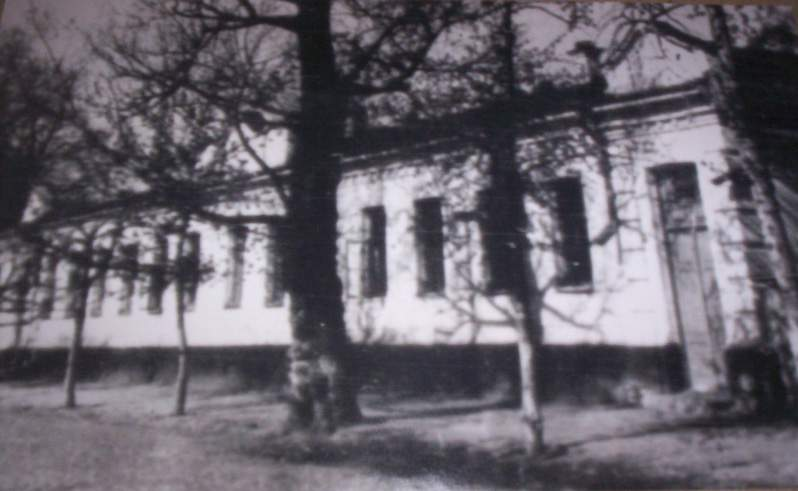
Стара будівля школи

В самому центрі міста, за одними джерелами у 1897 р., а за іншими у 1905 р., працювала однокласна церковнопарафіяльна школа для дівчаток, розташована на нинішній вул. Байди Вишневецького. Це був одноповерховий будинок з пічним опаленням і кількома класними кімнатами. Ця школа не відповідала вимогам міщан того часу, і тому на нинішньому бульварі Шевченка було добудовано одноповерхове приміщення двокласної церковнопарафіяльної школи, яка з'єдналась з попереднім приміщенням на вулиці Байди Вишнивецького. Так розпочалась історія школи № 3. Протягом століття змінювались назви школи, після пожежі змінилась її адреса. Приблизно з цього часу розпочала свою педагогічну кар‘єру вчитель зарубіжної літератури (ЧВС)
З 1968 р. за наказом Міністерства освіти УРСР Черкаській середній загальноосвітній школі № 3 надано звання Героя Радянського Союзу В. М. Молоткова.
Розпорядженням № 418 від 11 серпня 2003 року Голови Черкаської обласної державної адміністрації Черкаській загальноосвітній школі І-ІІІ ступенів № 3 надають статусу спеціалізованої школи.

## Керівники школи

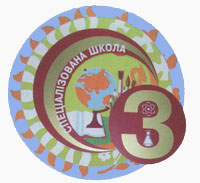
Емблема школи

- Хотинський Леонід Іванович (1944—1945 р. р.)
- Ткаченко Григорій Григорович (1945—1947 р. р.)
- Лушпіган Пилип Никонович (1947—1951 р. р.)
- Галета Ілля Григорович (1951—1961 р. р.)
- Кузьміна Людмила Дмитрівна (1961—1973 р. р.)
- Лисенко Наталія Степанівна (1973—1986 р. р.)
- Чужиков Віктор Іванович (1986—1987 р. р.)
- Ткаченко Тетяна Єгорівна (1987- 2021 р. р.)

З 30 червня 2021 року за результатами конкурсу, директором школи став Завіновський Валерій Іванович.

## Педагогічні кадри та нагороди
В школі працюють 63 учителі, серед яких мають звання:
- «учитель-методист» — 7 учителів;
- «старший учитель» — 12 учителів;

Мають категорію:
- Спеціаліст вищої категорії — 16 учителів;
- Спеціаліст І категорії — 19 учителів;
- Спеціаліст ІІ категорії — 15 учителів;
- Спеціаліст — 13 учителів.

Грамота Міністерства освіти України — 1
- Бойченко Олег Васильович

Значок «Відмінник освіти України» — 1
- Артьомова Уляна Олександрівна

Грамота управління освіти і науки Черкаської облдержадміністрації — 11
Грамота управління освіти Черкаського міськвиконкому — 16
Грамота управління освіти Соснівського райвиконкому — 7

Станом на вересень 2024 року, інформація не точна та потребує редагування.

## Світлиця "Традиції, звичаї, обряди. Народні промисли"

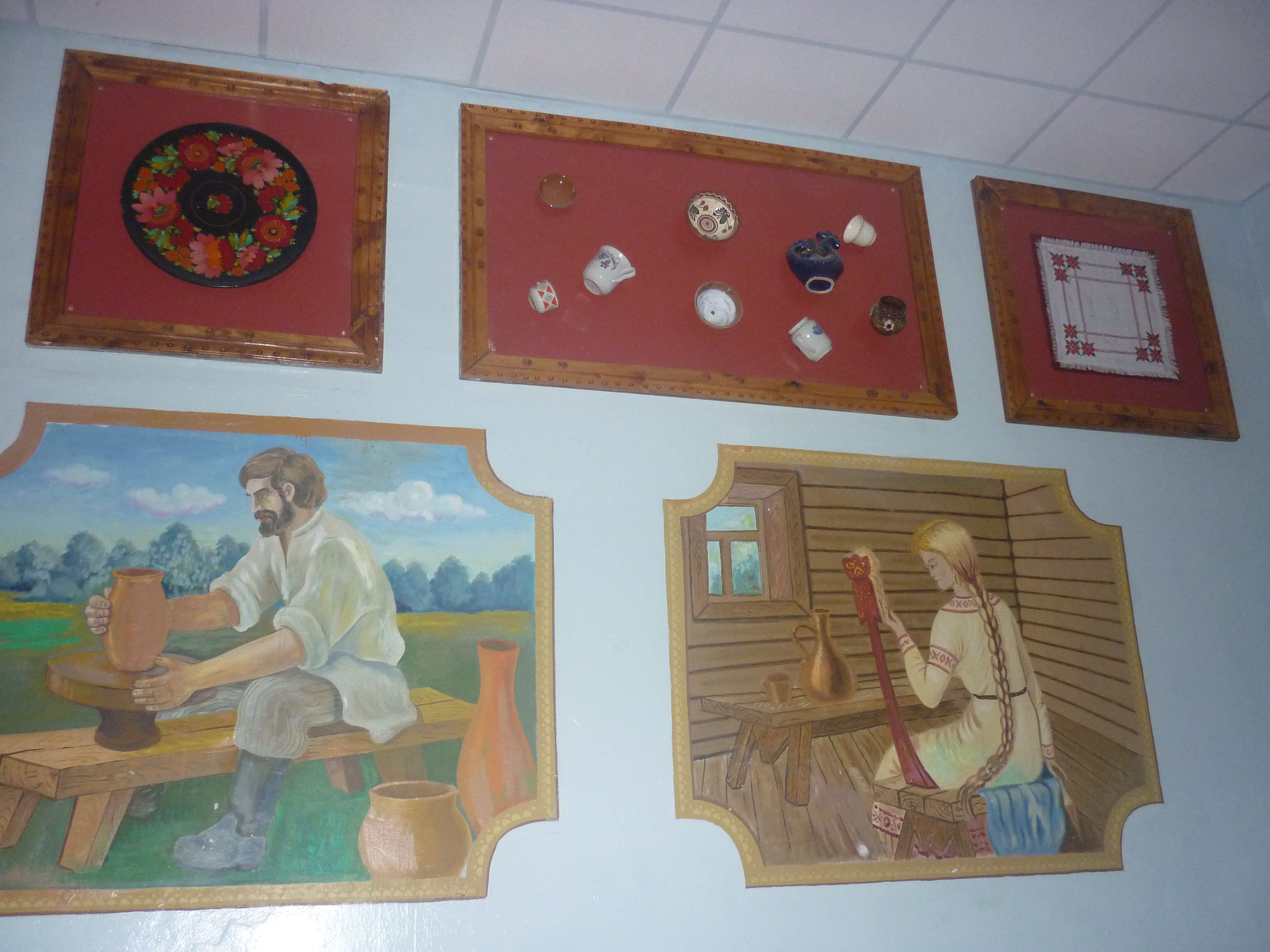
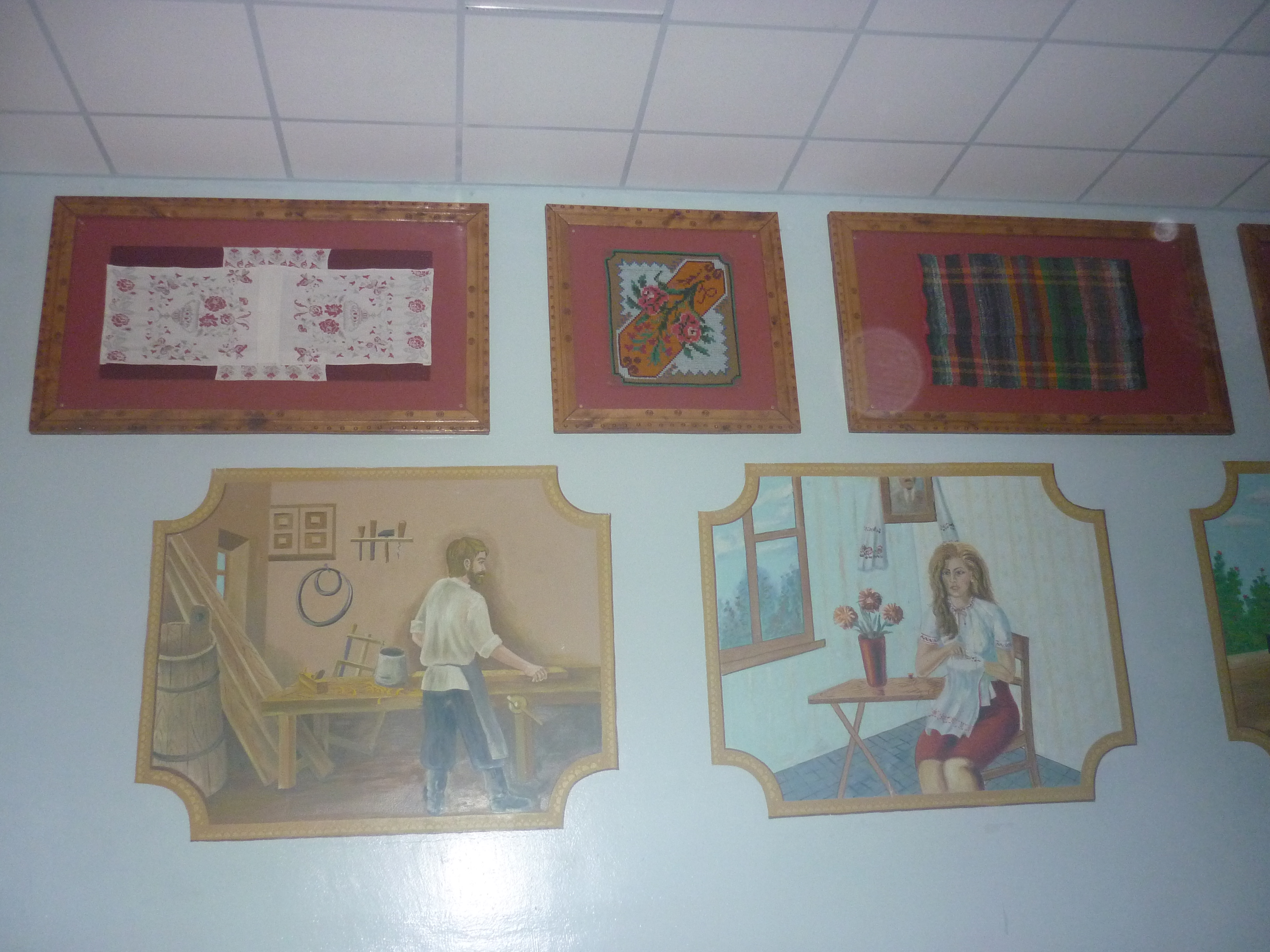
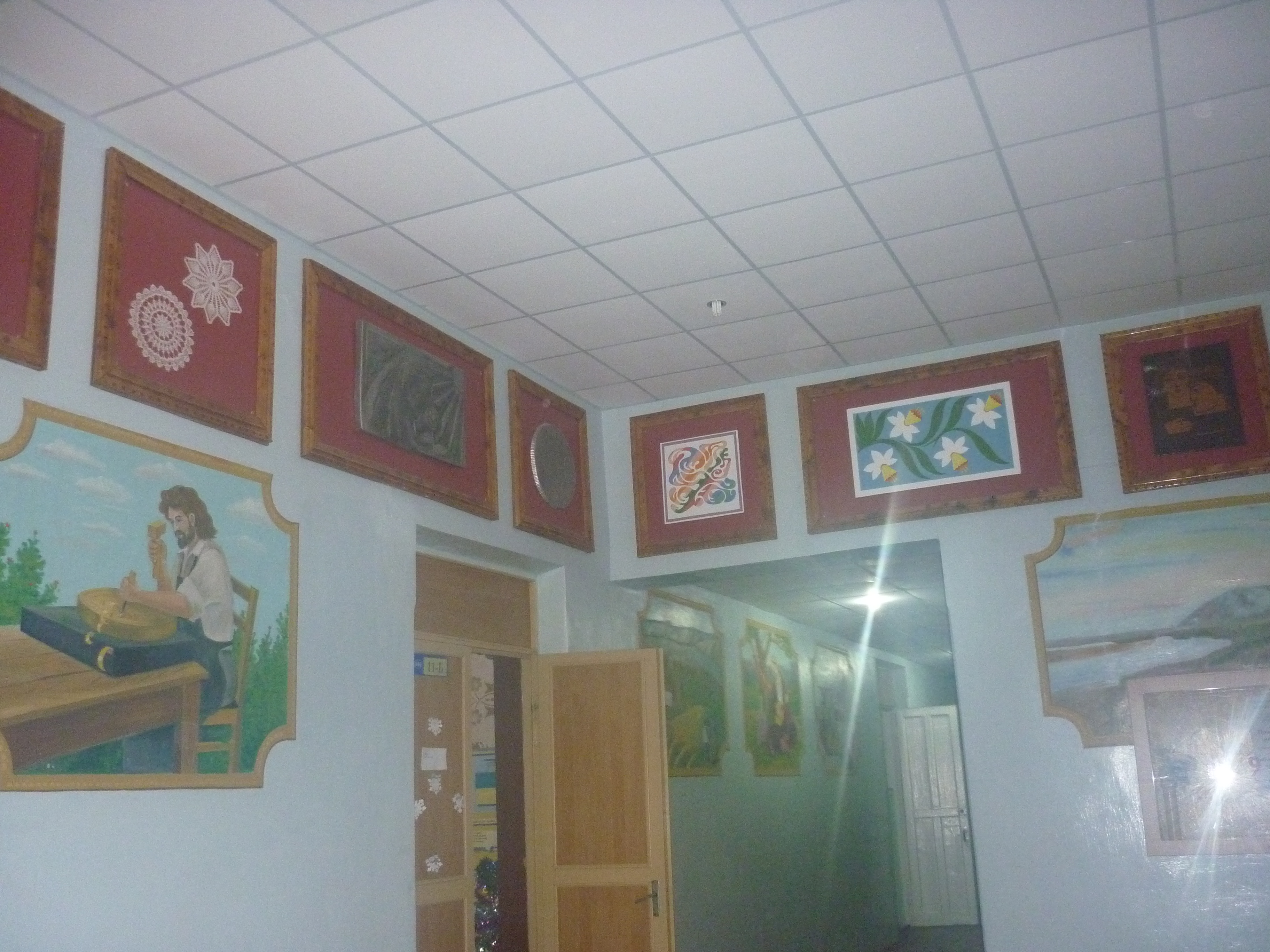
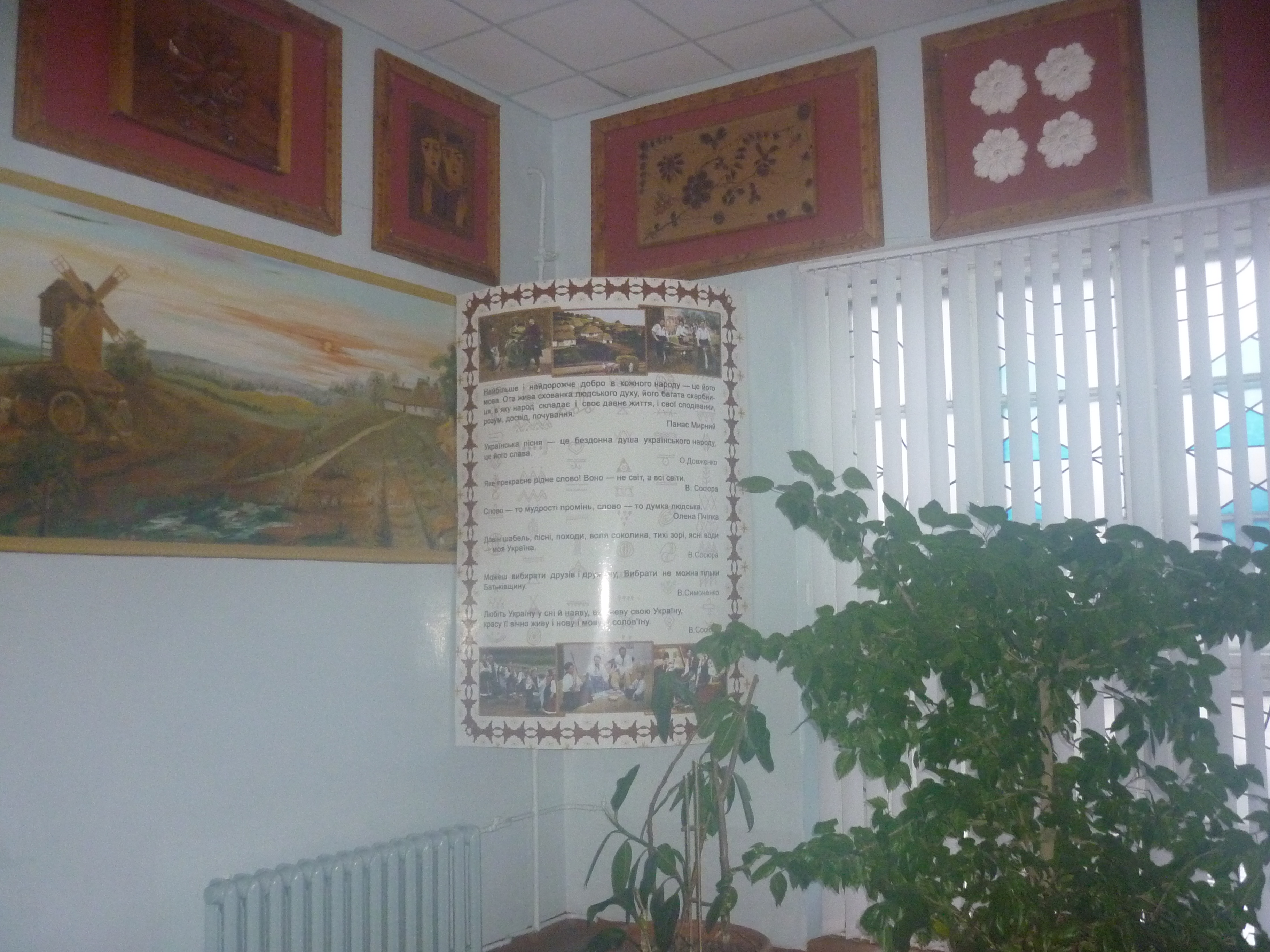
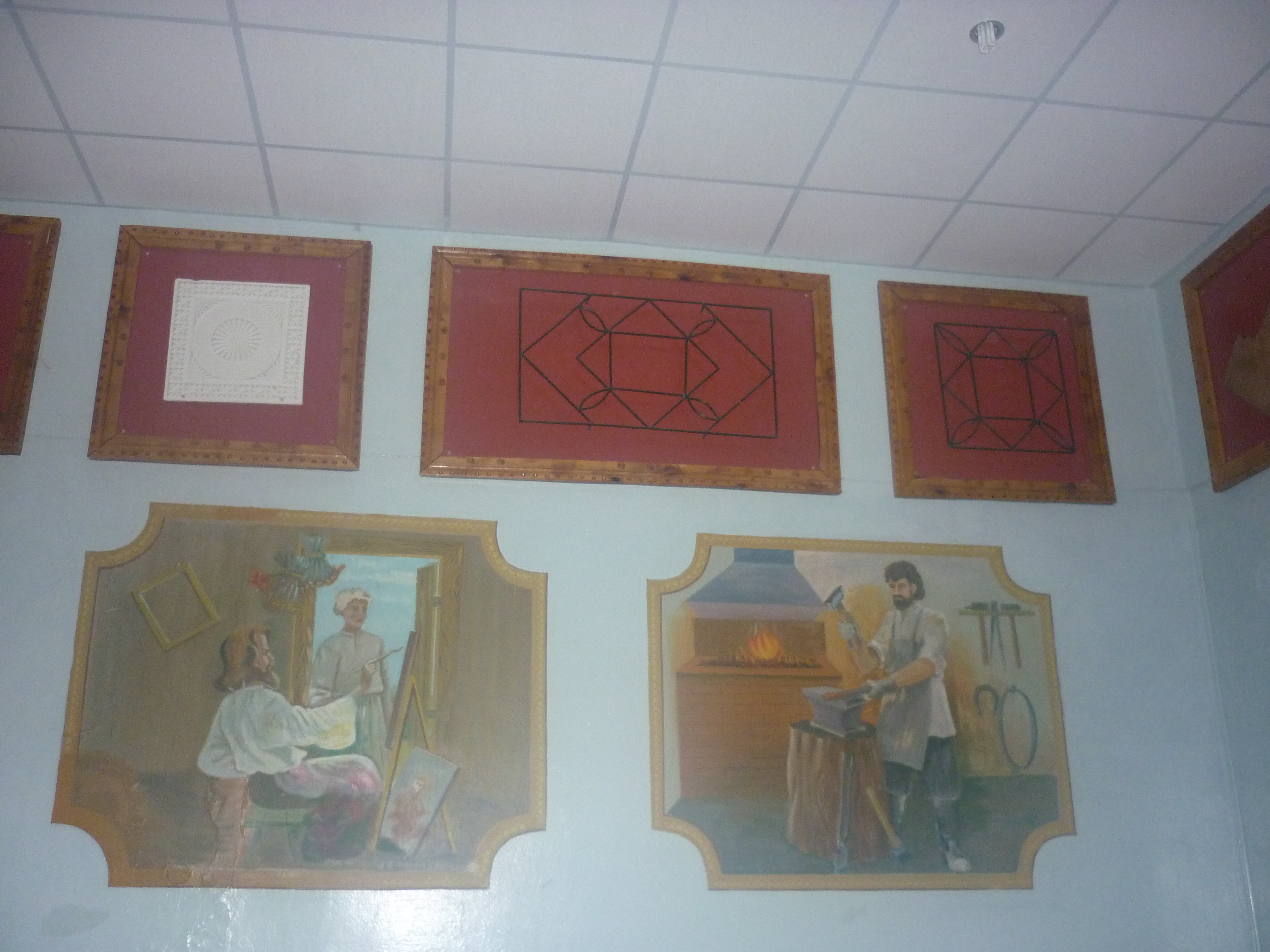

## Досягнення спеціалізованої школи №3
2008 рік
- Гриценко Ірина Іванівна лауреат конкурсу «Психолог року — 2008» в номінації «Елегантність»
- Могильна Тетяна Миколаївна лауреат конкурсу «Учитель року — 2008» в номінації «Початкова школа»
- 2023 рік Довгаль Людмила Володимирівна лауреат конкурсу «Учитель року-2023»

2007 рік
- Бойченко Олег Васильович лауреат Всеукраїнського конкурсу Microsoft у номінації «Учитель-новатор» та лауреат року журналу «Відкритий урок»
- Довгаль Людмила Володимирівна лауреат конкурсу видавництва «Шкільний світ» «Панорама творчих уроків»
- Ткаченко Тетяна Єгорівна лауреат конкурсу «Сто найкращих керівників шкіл»

2006 рік
- Завіновський Валерій Іванович дипломант виставки педагогічних технологій «Зернини досвіду» за роботу «Система уроків тематичного оцінювання з всесвітньої історії та історії України в 11 класі»
- Засядько Лариса Вікторівна, Задиранов Олексій Борисович дипломант виставки педагогічних технологій «Зернини досвіду» за роботу «Використання комп'ютерних програмних засобів на уроках економіки».
- Грабова Юлія Павлівна дипломант виставки педагогічних технологій «Зернини досвіду» за роботу „Спецкурс «Розчини». 9 клас. Роздатковий матеріал“
- Щербата Ірина Миколаївна дипломант виставки педагогічних технологій «Зернини досвіду» за роботу «Математичний гурток. 5 клас»

2005 рік
- методичне об"єднання вчителів біології дипломанти виставки педагогічних технологій «Зернини досвіду» за роботу «Організація роботи з допрофільної підготовки та профільного навчання в спеціалізованій школі»
- Бойченко Олег Васильович дипломант виставки педагогічних технологій «Зернини досвіду» за роботу над проектом «Intel. Навчання для майбутього»
- Драка Оксана Василівна дипломант виставки педагогічних технологій «Зернини досвіду» за роботу над проектом «Intel. Навчання для майбутього»

2004 рік
- Барсукова Лариса Михайлівна нагороджена значком «Відмінник освіти України»
- Ткаченко Тетяна Єгорівна та Барсукова Лариса Михайлівна дипломанти виставки педагогічних технологій «Зернини досвіду» за роботу «Модель реалізації школи нового типу»
- Творча група вчителів математики дипломанти виставки педагогічних технологій «Зернини досвіду» за роботу «Використання елементів інтерактивних методик на уроках математики»
- Барсукова Лариса Михайлівна дипломант виставки педагогічних технологій «Зернини досвіду» за роботу «Система роботи з розвитку творчих здібностей учнів на прикладі уроків розвитку зв»язного мовлення з української мови в 6 класі"
- Артьомова Уляна Олександрівна дипломант виставки педагогічних технологій «Зернини досвіду» за роботу «Тематичні контрольні роботи (матрична форма) з математики»
- Засядько Лариса Вікторівна дипломант виставки педагогічних технологій «Зернини досвіду» за роботу «Маркетингові дослідження ринку»
- Краснюк Олена Борисівна лауреат міського конкурсу «Класний керівник року» в номінації «Початкова школа»

2003 рік
- Творча група вчителів хімії та біології дипломанти виставки педагогічних технологій «Зернини досвіду» за роботу «Все про воду для майбутнього споживання»
- Ткаченко Тетяна Єгорівна, Барсукова Лариса Михайлівна, Кирпичов Олексій Володимирович, Гриценко Ірина Іванівна дипломанти виставки педагогічних технологій «Зернини досвіду» за роботу «Організація навчально-виховного процесу на діагностичній основі»

2002 рік
- Ткаченко Тетяна Єгорівна та Барсукова Лариса Михайлівна дипломанти виставки педагогічних технологій «Зернини досвіду» за роботу «Модель розвитку школи»
- Бойченко Олег Васильович дипломант виставки педагогічних технологій «Зернини досвіду» за роботу «Диференційований вибір об»єкту праці як шлях розвитку творчої особистості (5-9 класи)"
- Дрозденко Олена Борисівна дипломант виставки педагогічних технологій «Зернини досвіду» за роботу "Рослини. Дидактичні матеріали. Початкова школа. Довкілля "
- Булатова Галина Миколаївна дипломант виставки педагогічних технологій «Зернини досвіду» за роботу "Дидактичні матеріали з курсу «Довкілля»
- Топка Валентина Миколаївна дипломант виставки педагогічних технологій «Зернини досвіду» за роботу"Завдання для групової роботи учнів в курсі біології 9 класу"

1999 рік
- Кирпичов Олексій Володимирович лауреат обласного конкурсу «Класний керівник року»
- Захаріна Світлана Наумівна дипломант виставки педагогічних технологій «Зернини досвіду» за роботу «Організація та методика індивідуальних та групових форм роботи у вивченні хімії»

1994 рік
- Барсукова Лариса Михайлівна лауреат міського конкурсу «Учитель року»

1993 рік
- Водоп'янова Тетяна Михайлівна лауреат міського конкурсу «Учитель року»